# فاوستو سالسانو
فاوستو سالسانو (بالإيطالية: Fausto Salsano)‏ (مواليد 19 ديسمبر 1962) هو مدير كرة قدم إيطالي ولاعب سابق، لعب كلاعب خط وسط. عمل مؤخرًا كمدرب مساعد للمنتخب الإيطالي.